# Polieucte di Costantinopoli
Polieucte (in greco antico: Πολύευκτος?; ... – Costantinopoli, 16 gennaio 970) è stato un vescovo bizantino, Patriarca ecumenico di Costantinopoli dal 3 aprile 956 alla sua morte il 16 gennaio 970.

## Biografia
Polieucte era un monaco eunuco prima di venir nominato patriarca da Constantino VII nel 956. Sostituì il principe imperiale Teofilatto Lecapeno morto in seguito ad una caduta da cavallo.
Anche se doveva la sua posizione a Costantino VII non mostrò grande lealtà nei suoi confronti. Infatti pose la questione della legittimità del matrimonio dei genitori di Costantino, questo anche per riabilitare il nome del patriarca Eutimio che si era vigorosamente opposto alle nozze.
Per la sua grande intelligenza, zelo per la fede e capacità oratoria, fu soprannominato secondo Giovanni Crisostomo. Alcuni storici hanno visto il lui un fanatico zelante.
Polieucte scomunicò Niceforo II per il suo matrimonio con Teofano, vedova di Romano II basandosi sul fatto che questi era anche padrino di almeno uno dei suoi figli. L'imperatore riuscì a superare la difficoltà appellandosi ai vescovi presenti allora a Costantinopoli, facendo ritrattare le testimonianze in merito e grazie al giuramento del padre, Barda Foca, che dichiarò che né lui né il figlio avevano mai avuto un legame del genere con Teofano. Polieucte rifiutò comunque a Niceforo la comunione per un anno intero per il peccato di aver contratto un secondo matrimonio senza aver effettuato la penitenza richiesta in questi casi.  La prima moglie di Niceforo era morta molti anni prima del matrimonio con Teofano, ma dal punto di vista religioso prevalente nell'impero bizantino, specialmente nel X secolo, risposarsi dopo la morte della prima moglie era un peccato a malapena tollerato. L'imperatore richiese al patriarca (in quella che può essere vista come un'anticipazione dell'ideologia delle crociate) che i soldati caduti in battaglia contro gli infedeli venissero dichiarati martiri della fede; Polieucte oppose comunque un netto rifiuto alla richiesta citando un canone di San Basilio che prescriveva, per chi si fosse macchiato di un delitto di sangue, tre anni di interdizione dalla comunione.
Il patriarca si scontrò anche con i nemici di Niceforo. Infatti dopo la sua uccisione scomunicò i suoi assassini e rifiutò di incoronare imperatore Giovanni Zimisce, nipote dell'imperatore ucciso (e uno dei partecipanti al complotto omicida) finché egli non avesse punito gli assassini ed esiliato la sua amante, l'imperatrice Teofano, che aveva partecipato all'organizzazione del complotto del marito.
La principessa russa Olga di Kiev, la quale visitò Costantinopoli durante il suo patriarcato, regnante Costantino VII, fu qui battezzata nel 957 dal patriarca in persona, mentre l'imperatore le fece da padrino. Polieucte profetizzò: “Benedetta tu tra le donne russe, grazie al tuo desiderato battesimo la luce scaccerà le tenebre; i figli della Russia ti benediranno fino all'ultima generazione”.
Polieucte elevò il vescovo Pietro di Otranto nel 958 alla dignità di metropolita, con l'obbligo di introdurre il rito greco nella sua provincia; il rito latino fu poi ristabilito dopo la conquista normanna, ma il rito greco rimase in uso in molte città dell'arcidiocesi e delle diocesi suffraganee fino al XVI secolo.
Polieucte è venerato come santo dalla Chiesa ortodossa; viene festeggiato il 5 febbraio.